# Paulina Wilkońska
Paulina Wilkońska, née en 1815 à Swarzędz, est une romancière et une éditrice prussienne. Elle est la fille de Regina Zadolskich et de Karol Laucz. Elle se marie avec August Wilkoński en 1832. De 1840 à 1851, elle dirige le salon littéraire de Varsovie, en relation avec la Bibliothèque de Varsovie, la Revue du Scientifique et les Bohémiens de Varsovie. En 1851, le couple quitte Varsovie après l'expulsion des russes, déménageant en Grande-Pologne. Paulina Wilkońska perd son mari en 1852. Elle publie son premier recueil de poésie, en 1841, Wieś i miasto.  Elle publie d'autres ouvrages de fiction, mais aussi des mémoires en 1871 et 1875. Ses mémoires relatent la vie intellectuelle et la politique de Varsovie. Le poète Władysław Syrokomla (en) dira qu'elle lui a inspiré son poème Margier (pl). Elle meurt le 9 juin 1875 à Posen en province de Posnanie.